# Краніхфельд Андрій Сергійович
Андрі́й Сергі́йович Краніхфе́льд (рос. Андрей Сергеевич Кранихфельд, нар. 3 серпня 1902, Самара — пом. 20 липня 1938, Красноярськ) — радянський опозиційний політичний діяч, меншовик. Один із лідерів Російського соціал-демократичного союзу робітничої молоді. Племінник Юлія Мартова.
У 1920 став одним з організаторів Московського Союзу соціал-демократичної робітничої молоді (СДСРМ). До заборони партії меншовиків друкував на шапірографі журнал «Юний пролетар», де були опубліковані його статті: «Молодь і захоплення воєнщиною», «Юнацькі рухи після війни».
20 лютого 1921 року заарештований у Києві, але незабаром звільнений. Через п'ять днів заарештований у Москві й ув'язнений у Бутирській в'язниці, потім переведений у Володимирську в'язницю. 17 листопада 1921 року звільнений. 30 листопада 1921 року обраний, будучи студентом, до Московського бюро соціал-демократичного союзу молоді.
У ніч проти 23 лютого 1922 року знову заарештований. 21 березня 1922 року знову опинився в Бутирській в'язниці, потім висланий до Курської губернії. Восени 1922 року втік із заслання до Харкова, де знову був заарештований. З харківської в'язниці Краніхфельд теж втік, проте наприкінці року його спіймали в місті. Про чергове звільнення достовірних даних немає.
Знову заарештований 6 вересня 1923 року в Ірпені під час конференції соціал-демократичної молоді. Переведений у Бутирську в'язницю. Оголошував восьмиденне голодування. У листопаді був ув'язнений на 3 роки в Соловецький табір особливого призначення, де перебував до вересня 1925 року. Потім переведений у Тобольський політізолятор, потім у Таганську в'язницю, потім до Бутирської в'язниці. У 1927—1929 роках перебував у засланні в Каракалпакстані.
Після заслання жив у Саратові разом із дядьком Сергієм Осиповичем Цедербаумом (Єжовим). У вересні 1930 року заарештований за зв'язки з ним. Спочатку утримувався в Саратовському ізоляторі, потім переведений у Челябінський ізолятор. Потім був засланий у Сталінград, а потім в Астрахань. У 1935—1936 роках жив на засланні в Томській області, працював рахівником. Знову заарештований 8 березня 1936 року, звинувачений у контрреволюційній агітації і засуджений до 5 років заслання. У новому засланні жив у Мінусінську.
Був знову заарештований 4 липня 1937 року як один із керівників «контрреволюційної меншовицької організації», обвинувачувався за ст. 58-2, 8, 10, 11 КК РРФСР. Розстріляний у Красноярську разом зі ще 13 меншовиками 20 липня 1938 року за вироком виїзної колегії Верховного Суду СРСР.
Посмертно реабілітований 19 лютого 1990 року Саратовською обласною прокуратурою.

## Сім'я
- Батько: Сергій Миколайович Краніхфельд (1871—1914) — соціал-демократ, меншовик. На початку 1900-х передав отриманий спадок на організацію II з'їзду РСДРП і видання газети «Іскра». Нащадок німця Йогана Краніхфельда, який у XVIII столітті переїхав у Росію, його перевели з лютеранства в православ'я, охрестили і призначили лейбмедиком Двору. Грамота про це зберігалася в сім'ї, була вилучена під час одного з обшуків і зникла. Відомо, що Йоганн Краніхфельд був професором гігієни Берлінського університету.
- Мати: Надія Йосипівна Краніхфельд (уроджена Цедербаум, 1875—1923) — рідна сестра Юлія Мартова. Коли вона помирала, на її очах проводили обшук. Ні її рідного брата Сергія Йосиповича, ні сина на похорон із в'язниць не випустили.
  - Сестра: Людмила Сергіївна Краніхфельд (1904—1990).
  - Сестра: Вікторія Сергіївна Краніхфельд (1905—1983).